# Antares (coet)
Antares, conegut al principi del seu desenvolupament com a Taurus II, és un sistema de llançament d'un sol ús desenvolupat per Orbital Sciences Corporation. Fou dissenyat per llançar càrregues útils de massa fins a 5000 kg en òrbita terrestre baixa,
va realitzar el seu vol inaugural el 21 d'abril de 2013. El disseny inclou el llançament de la nau espacial Cygnus a l'Estació Espacial Internacional com a part dels programes COTS i CRS de la NASA, l'Antares és el coet més gran operat per Orbital Sciences.
La NASA va guardonar a Orbital amb un contracte de Commercial Orbital Transportation Services (COTS) en el 2008 per demostrar el lliurament de càrregues a l'Estació Espacial Internacional. Per a aquestes missions del COTS, Orbital té la intenció d'utilitzar l'Antares per llançar la seva nau espacial Cygnus. A més a més, l'Antares competirà en missions petites i mitjanes. El 12 de desembre de 2011, Orbital Sciences va canviar el nom del vehicle de llançament a "Antares" de la seva designació anterior de Taurus II, en nom de l'estrella del mateix nom.

## Disseny
L'Antares combina etapes i components de coets anteriors:
- La primera etapa és fabricada per l'empresa ucraïnesa Yuzhmash[4] i és una evolució del disseny soviètic emprat en el vehicle de llançament Zenit. Quatre d'aquests coets formaven els coets acceleradors de la nau espacial Enérguia,[5] la resposta soviètica al Transbordador Espacial dels Estats Units.
- La segona etapa és de propulsió sòlida i fabricada per Northrop Grumman (anteriorment Orbital ATK).

## Llançaments
En aquesta llista s'inclou únicament les missions relativament properes; s'han planejat més missions que les enumerades a continuació. El primer dígit del número de versió es refereix a la d'un sol nucli de la primera etapa, que sempre serà una. El segon dígit es refereix a la segona etapa: 1 utilitzat pel Castor 30A, 2 pel Castor 30B, i 3 pel Castor 30XL. El tercer dígit es refereix a la tercera etapa. 0 declara que no s'utilitza cap tercera etapa, 1 representa BTS i 2 representa l'etapa Star 48.
| # | Nom de la missió | Versió | Càrrega                                  | Data                | Resultat | Comentaris |
| - | ---------------- | ------ | ---------------------------------------- | ------------------- | -------- | --- |
| 1 | Antares A-ONE    | 110    | Cygnus Mass Simulator Dove 1 PhoneSat x3 | 21 d'abril de 2013  | Reeixit  | Prova de vol de l'Antares                                                                                           |
| 2 | COTS Demo        | 110    | Cygnus 1                                 | Juny del 2013       |          | Primera missió Cygnus                                                                                               |
| 3 | CRS Orb-1        | 120    | Cygnus 2                                 | 2013                |          | Primera missió Cygnus Cargo Resupply (CRS), primer llançament de l'Antares en utilitzar el tram superior Castor 30B |
| 4 | CRS Orb-2        | 120    | Cygnus 3                                 | 2013                |          | |
| 5 | CRS Orb-3        | 130    | Cygnus 4                                 | 2013                |          | Primer llançament de l'Antares en utilitzar el tram superior Castor 30XL                                            |
| 6 | CRS Orb-4        | 130    | Cygnus 5                                 | A principis de 2014 |          | Primera missió millorada del Cygnus                                                                                 |